# District de Makwanpur
Le district de Makwanpur (en népalais : मकवानपुर जिल्ला) est une subdivision administrative du Népal, situé dans la province de Bagmati. son chef-lieu est Hetauda. La population du district s'élevait à 420 477 habitants en 2011.

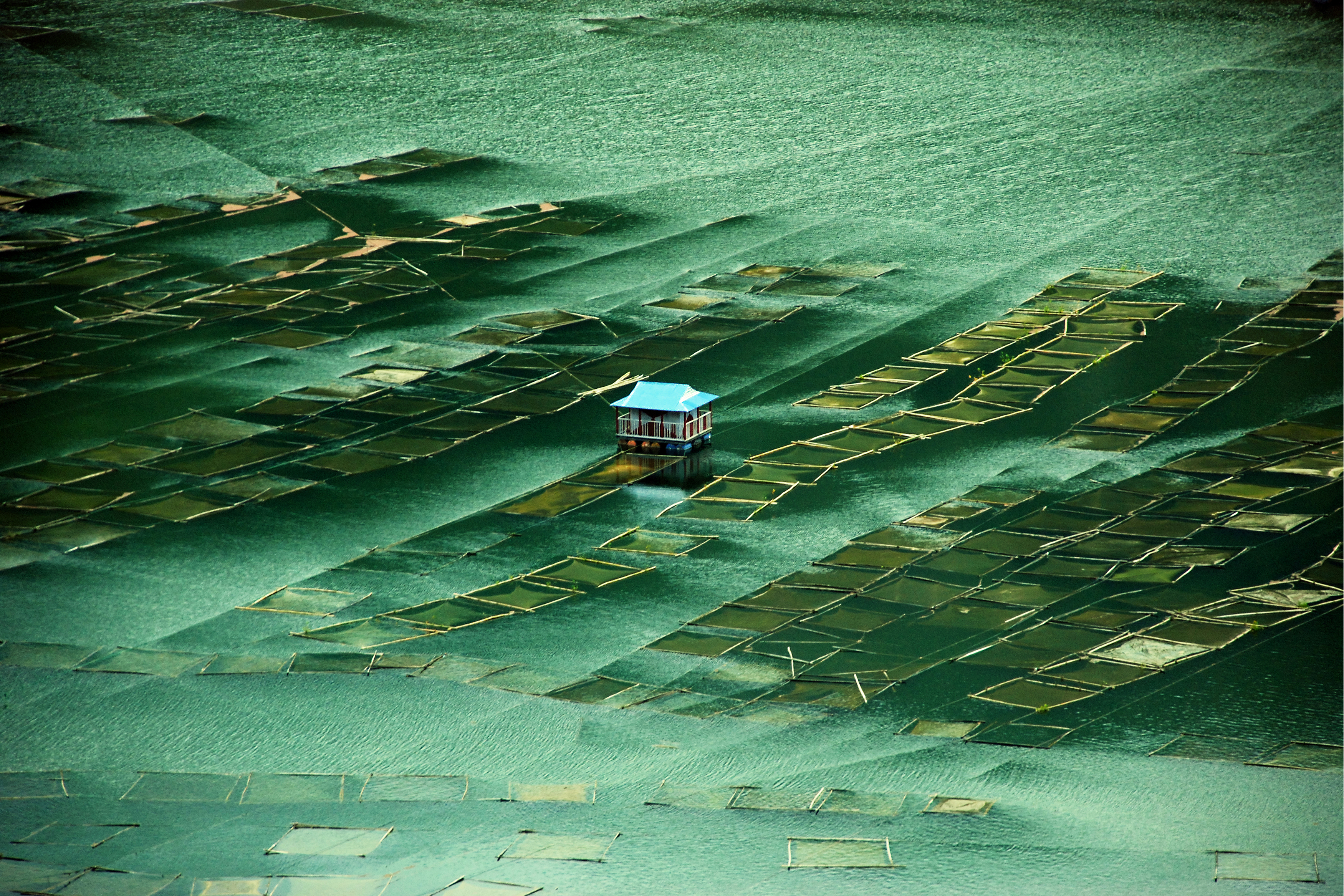
Filets de pêche et station de pêcheur solitaire au lac Indrasarovar, Kulekhani. Népal

## Histoire
Appelé autrefois district de Chisapani, avec Chisapanigadhi pour chef-lieu, il est rebaptisé Makwanpur et son chef-lieu est transféré à Hetauda en 1982. Il faisait partie de la zone de Narayani et à la région de développement Centre jusqu'à la réorganisation administrative de 2015 où elles ont disparu.

## Organisation administrative
Le district comprend la ville d'Hetauda, la municipalité de Thaha et les municipalités rurales de Bagmati, Bakaiya, Bhimphedi, Indrasarowar, Kailash, Makawanpurgadhi, Manahari et Raksirang.